# Lainey Wilson/Diskografie
Diese Diskografie ist eine Übersicht über die musikalischen Werke der US-amerikanischen Country-Sängerin Lainey Wilson. Den Schallplattenauszeichnungen zufolge hat sie bisher mehr als 6,6 Millionen Tonträger verkauft, davon alleine in ihrer Heimat über sechs Millionen. Ihre erfolgreichste Veröffentlichung ist die Single Wait in the Truck mit Hardy mit mehr als drei Millionen verkauften Einheiten.

## Alben

### Studioalben
| Jahr | Titel Musiklabel                         | Höchstplatzierung, Gesamtwochen, AuszeichnungChartplatzierungen (Jahr, Titel, Musiklabel, Platzierungen, Wochen, Auszeichnungen, Anmerkungen) | Höchstplatzierung, Gesamtwochen, AuszeichnungChartplatzierungen (Jahr, Titel, Musiklabel, Platzierungen, Wochen, Auszeichnungen, Anmerkungen) | Höchstplatzierung, Gesamtwochen, AuszeichnungChartplatzierungen (Jahr, Titel, Musiklabel, Platzierungen, Wochen, Auszeichnungen, Anmerkungen) | Höchstplatzierung, Gesamtwochen, AuszeichnungChartplatzierungen (Jahr, Titel, Musiklabel, Platzierungen, Wochen, Auszeichnungen, Anmerkungen) | Anmerkungen                                                                                 |
| Jahr | Titel Musiklabel                         | CH | UK | US | Country | Anmerkungen                                                                                 |
| ---- | ---------------------------------------- | --- | --- | --- | --- | ------------------------------------------------------------------------------------------- |
| 2014 | Lainey Wilson Cupit                      | — | — | — | — | Erstveröffentlichung: 6. August 2014                                                        |
| 2016 | Tougher Lone Chief                       | — | — | — | Country44 (1 Wo.)Country | Erstveröffentlichung: 8. April 2016                                                         |
| 2021 | Sayin’ What I’m Thinking BBR Music Group | — | — | — | Country40 (8 Wo.)Country | Erstveröffentlichung: 19. Februar 2021                                                      |
| 2022 | Bell Bottom Country BBR Music Group      | — | — | US51 Platin · (33 Wo.)US | Country9 (101 Wo.)Country | Erstveröffentlichung: 28. Oktober 2022 Verkäufe: + 1.040.000; Grammy for Best Country Album |
| 2024 | Whirlwind BBR Music Group                | CH25 (1 Wo.)CH | UK13 (1 Wo.)UK | US8 (12 Wo.)US | Country3 (29 Wo.)Country | Erstveröffentlichung: 23. August 2024                                                       |

### EPs
| Jahr | Titel Musiklabel                  | Anmerkungen                              |
| ---- | --------------------------------- | ---------------------------------------- |
| 2006 | Country Girls Rule Selbstverlag   | Erstveröffentlichung: 2006               |
| 2018 | Lainey Wilson Selbstverlag        | Erstveröffentlichung: 13. April 2018     |
| 2019 | Redneck Hollywood BBR Music Group | Erstveröffentlichung: 13. September 2019 |

## Singles

### Als Leadmusikerin
| Jahr | Titel Album                                       | Höchstplatzierung, Gesamtwochen, AuszeichnungChartplatzierungen (Jahr, Titel, Album, Platzierungen, Wochen, Auszeichnungen, Anmerkungen) | Höchstplatzierung, Gesamtwochen, AuszeichnungChartplatzierungen (Jahr, Titel, Album, Platzierungen, Wochen, Auszeichnungen, Anmerkungen) | Anmerkungen                                                |
| Jahr | Titel Album                                       | US | Country | Anmerkungen                                                |
| --- | ------------------------------------------------- | --- | --- | ---------------------------------------------------------- |
| 2015 | Tougher                                           | — | — | Erstveröffentlichung: 15. Mai 2015                         |
| 2018 | Workin’ Overtime Lainey Wilson                    | — | — | Erstveröffentlichung: 6. April 2018                        |
| 2018 | High on Somethin’ –                               | — | — | Erstveröffentlichung: 20. April 2018                       |
| 2019 | Dirty Looks Sayin’ What I’m Thinking              | — | — | Erstveröffentlichung: 3. Oktober 2019                      |
| 2020 | Things a Man Oughta Know Sayin’ What I’m Thinking | US32 Gold · (20 Wo.)US | Country3 (29 Wo.)Country | Erstveröffentlichung: 24. August 2020 Verkäufe: + 660.000  |
| 2022 | Heart Like a Truck Bell Bottom Country            | US29 (23 Wo.)US | Country7 (34 Wo.)Country | Erstveröffentlichung: 20. Mai 2022 Verkäufe: + 195.000     |
| 2023 | Watermelon Moonshine Bell Bottom Country          | US21 (20 Wo.)US | Country7 (26 Wo.)Country | Erstveröffentlichung: 30. Mai 2023 Verkäufe: + 115.000     |
| 2023 | Wildflowers and Wild Horses Bell Bottom Country   | US48 (16 Wo.)US | Country8 (26 Wo.)Country | Erstveröffentlichung: 10. November 2023 Verkäufe: + 40.000 |
| 2024 | Hang Tight Honey Whirlwind                        | US61 (11 Wo.)US | Country21 (19 Wo.)Country | Erstveröffentlichung: 13. Mai 2024                         |
| 2024 | 4x4xU Whirlwind                                   | US45 (20 Wo.)US | Country9 (… Wo.)Country | Erstveröffentlichung: 12. Juli 2024                        |
| 2024 | Good Horses Whirlwind                             | — | — | Erstveröffentlichung: 2. August 2024 feat. Miranda Lambert |
| 2024 | Out of Oklahoma Twisters: The Album               | — | Country40 (6 Wo.)Country |                                                            |
| 2025 | Somewhere over Laredo –                           | US81 (… Wo.)US | Country23 (… Wo.)Country | Erstveröffentlichung: 23. Mai 2025                         |
| Folgende Lieder erschienen nicht als Single, wurden aber durch das Album zum Download und Streaming bereitgestellt und konnten somit eine Platzierung erlangen: |                                                   | | |                                                            |
| |                                                   | | |                                                            |
| 2025 | Bell Bottoms Up –                                 | — | — | Erstveröffentlichung: 3. April 2025                        |

### Als Gastmusikerin
| Jahr | Titel Album                                    | Höchstplatzierung, Gesamtwochen, AuszeichnungChartplatzierungen (Jahr, Titel, Album, Platzierungen, Wochen, Auszeichnungen, Anmerkungen) | Höchstplatzierung, Gesamtwochen, AuszeichnungChartplatzierungen (Jahr, Titel, Album, Platzierungen, Wochen, Auszeichnungen, Anmerkungen) | Anmerkungen                                                                                      |
| Jahr | Titel Album                                    | US | Country | Anmerkungen                                                                                      |
| --- | ---------------------------------------------- | --- | --- | ------------------------------------------------------------------------------------------------ |
| 2020 | Pieces Turn Back Time                          | US— GoldUS | — | Erstveröffentlichung: 10. Juli 2020; Verkäufe: + 500.000 Muscadine Bloodline feat. Lainey Wilson |
| 2021 | Mama Ain’t Jesus Bad Case for the Good Ole Boy | — | — | Erstveröffentlichung: 6. August 2021 Jordan Rowe feat. Lainey Wilson                             |
| 2021 | Never Say Never Stereotype                     | US27 Platin · (20 Wo.)US | Country2 (26 Wo.)Country | Erstveröffentlichung: 19. November 2021 Verkäufe: + 1.040.000; Cole Swindell feat. Lainey Wilson |
| 2022 | Wait in the Truck The Mockingbird & The Crow   | US23 ×3Dreifachplatin · (34 Wo.)US | Country5 (34 Wo.)Country | Erstveröffentlichung: 29. August 2022 Verkäufe: + 3.000.000; Hardy feat. Lainey Wilson           |
| 2023 | Save Me Whitsitt Chapel                        | US19 (37 Wo.)US | Country6 (… Wo.)Country | Erstveröffentlichung: 12. Mai 2023 Verkäufe: + 35.000; Jelly Roll feat. Lainey Wilson            |
| 2024 | Go Home W U High                               | — | — | Erstveröffentlichung: 3. Mai 2024 Keith Urban feat. Lainey Wilson                                |
| 2024 | Poor, Poor Pitiful Me Terri Clark: Take Two    | — | — | Erstveröffentlichung: 31. Mai 2024 Terri Clark feat. Lainey Wilson                               |
| 2024 | Play Something Country Reboot II               | — | — | Erstveröffentlichung: 27. September 2024 Brooks & Dunn feat. Lainey Wilson                       |
| 2025 | Nice to Meet You –                             | — | — | Erstveröffentlichung: 14. Februar 2025 Myles Smith feat. Lainey Wilson                           |
| 2025 | Before You Leave Almost Home                   | — | — | Erstveröffentlichung: 21. März 2025 Ghost Hounds feat. Lainey Wilson                             |
| 2025 | Trailblazer –                                  | — | Country44 (1 Wo.)Country | Erstveröffentlichung: 9. Mai 2025 mit Reba McEntire & Miranda Lambert                            |
| Folgende Lieder erschienen nicht als Single, wurden aber durch das Album zum Download und Streaming bereitgestellt und konnten somit eine Platzierung erlangen: |                                                | | |                                                                                                  |
| |                                                | | |                                                                                                  |
| 2024 | Nosedive F-1 Trillion                          | US50 (2 Wo.)US | Country18 (5 Wo.)Country | Post Malone feat. Lainey Wilson                                                                  |

## Musikvideos
| Jahr | Titel                       | Regie                          |
| ---- | --------------------------- | ------------------------------ |
| 2018 | Workin’ Overtime            | Jessica Steddom                |
| 2021 | Things a Man Oughta Know    | Chris Ashlee & Sean O’Halloran |
| 2022 | Heart Like a Truck          | Elisabeth Olmstead             |
| 2023 | Grease                      | Preston Leatherman             |
| 2023 | Watermelon Moonshine        | Stephen & Alexa Kinigopoulos   |
| 2023 | Wildflowers and Wild Horses | Patrick Tracy                  |
| 2024 | Out of Oklahoma             | Alex Bittan                    |
| 2024 | Hang Tight Honey            | Dano Cerny                     |

## Autorenbeteiligungen
| Jahr | Titel Interpret                               | Anmerkungen                           |
| ---- | --------------------------------------------- | ------------------------------------- |
| 2023 | Chasing Tornadoes MacKenzie Porter            | Erstveröffentlichung: 5. Mai 2023     |
| 2024 | Have the Heart Post Malone feat. Dolly Parton | Erstveröffentlichung: 16. August 2024 |

## Sonderveröffentlichungen

### Lieder
| Jahr | Titel Interpretation                  | Anmerkungen                                                                |
| ---- | ------------------------------------- | -------------------------------------------------------------------------- |
| 2023 | Handful of Dust Compadres             | Erstveröffentlichung: 13. Oktober 2023 Charlie Worsham feat. Lainey Wilson |
| 2023 | International Harvester Enlisted      | Erstveröffentlichung: 20. Oktober 2023 Craig Morgan feat. Lainey Wilson    |
| 2024 | Wilted Rose Happiness Bastards        | Erstveröffentlichung: 15. März 2024 The Black Crowes feat. Lainey Wilson   |
| 2024 | Would If I Could Nashville, Tennessee | Erstveröffentlichung: 12. April 2024 Ernest feat. Lainey Wilson            |
| 2024 | Praying Woman Rebel                   | Erstveröffentlichung: 19. April 2024 Anne Wilson feat. Lainey Wilson       |
| 2024 | Nosedive F-1 Trillion                 | Erstveröffentlichung: 16. August 2024 Post Malone feat. Lainey Wilson      |
| 2024 | Play Something Country Reboot II      | Erstveröffentlichung: 15. November 2024 Brooks & Dunn feat. Lainey Wilson  |

| Jahr | Titel Album                                                     | Anmerkungen                                                                  |
| ---- | --------------------------------------------------------------- | ---------------------------------------------------------------------------- |
| 2021 | Beer Song Hixtape, Vol. 2                                       | Erstveröffentlichung: 10. Dezember 2021 mit Chase Rice und Granger Smith     |
| 2023 | You Can’t Always Get What You Want Stoned Cold Country          | Erstveröffentlichung: 17. März 2023 Original: The Rolling Stones             |
| 2023 | Mama He’s Crazy A Tribute to The Judds                          | Erstveröffentlichung: 27. Oktober 2023 mit Dolly Parton; Original: The Judds |
| 2024 | Prop Me Up Beside the Jukebox Hixtape, Vol. 3: Difftape         | Erstveröffentlichung: 29. März 2024 mit Joe Diffie und Tracy Lawrence        |
| 2024 | Refugee Petty Country: A Country Music Celebration of Tom Petty | Erstveröffentlichung: 17. Mai 2024 mit Wynonna Judd; Original: Tom Petty     |
| 2024 | Out of Oklahoma Twisters: The Album                             | Erstveröffentlichung: 21. Juni 2024                                          |

## Statistik

### Chartauswertung
|                     | CH    | UK    | US    | Country         |
| ------------------- | ----- | ----- | ----- | --------------- |
| Nummer-eins-Alben   | CH—CH | UK—UK | US—US | Country—Country |
| Top-10-Alben        | CH—CH | UK—UK | US1US | Country2Country |
| Alben in den Charts | CH1CH | UK1UK | US2US | Country4Country |

|                       | CH    | UK    | US     | Country          |
| --------------------- | ----- | ----- | ------ | ---------------- |
| Nummer-eins-Singles   | CH—CH | UK—UK | US—US  | Country—Country  |
| Top-10-Singles        | CH—CH | UK—UK | US—US  | Country8Country  |
| Singles in den Charts | CH—CH | UK—UK | US10US | Country13Country |

### Auszeichnungen für Musikverkäufe
| Goldene Schallplatte - Australien - 2024: für die Single Save Me - 2024: für die Single Heart Like a Truck - 2024: für die Single Watermelon Moonshine - Kanada - 2022: für die Single Never Say Never - 2024: für die Single Wildflowers and Wild Horses - 2024: für das Album Bell Bottom Country | Platin-Schallplatte - Kanada - 2024: für die Single Watermelon Moonshine 2× Platin-Schallplatte - Kanada - 2024: für die Single Things a Man Oughta Know - 2024: für die Single Heart Like a Truck |

Anmerkung: Auszeichnungen in Ländern aus den Charttabellen bzw. Chartboxen sind in ebendiesen zu finden.
| Land/RegionAuszeichnungen für Musikverkäufe (Land/Region, Auszeichnungen, Verkäufe, Quellen) | Gold     | Platin       | Verkäufe  | Quellen         |
| -------------------------------------------------------------------------------------------- | -------- | ------------ | --------- | --------------- |
| Australien (ARIA)                                                                            | 3× Gold3 | —            | 105.000   | aria.com.au     |
| Kanada (MC)                                                                                  | 3× Gold3 | 5× Platin5   | 520.000   | musiccanada.com |
| Vereinigte Staaten (RIAA)                                                                    | 2× Gold2 | 5× Platin5   | 6.000.000 | riaa.com        |
| Insgesamt                                                                                    | 8× Gold8 | 10× Platin10 |           |                 |